# Liste des personnages de Romeo x Juliet

Voici la liste des personnages de l'anime Romeo x Juliet. Bien que la série soit une adaptation de la pièce de Shakespeare, ainsi que de ses personnages, leurs liens, leurs personnalités, leurs rôles dans l'histoire diffèrent, tout comme la conclusion finale.
Chaque nom des personnages n'existant pas dans l’œuvre originale provient des autres pièces de Shakespeare.

## Personnages Principaux
Juliet (ジュリエット, Jurietto) Seiyū: Fumie Mizusawa
Juliet Fiammatta Arst Di Capulet
Odin
gauthier (赤い旋風, Akai Kaze)
Rania
Romeo (ロミオ, Romio) Seiyū: Takahiro Mizushima
Romeo Candore Van De Montague
Cielo
Cielo est un cheval ailé, catégorie d'animaux très rares car seulement utilisés par les nobles. Portia l'a offert à son fils Romeo, alors qu'il était encore tout petit, pour le consoler de son départ de cette vie de noble qu'elle ne voulait plus. Romeo s'est attaché comme jamais à lui, le considérant comme un de ses meilleurs ami, voire comme un membre de sa famille. Par ce lien, Cielo a l'habitude de comprendre tout ce que lui dit Romeo et l'emmène souvent là où il en a besoin. Le jeune homme aime énormément voler avec Cielo, bien que celui-ci n'en fasse parfois qu'à sa tête. Cielo partage l'avis de Romeo concernant Juliet et raffole même l'odeur de l'iris, il aime donc aller dans le champ sauvage où pousse cette fleur.
Lorsque Romeo et Juliet fuient, ils partent avec Cielo. Lors de leur moment de repos dans une forêt, ils aperçoivent une jument ailée blessée que Cielo s'empresse de secourir. Alors que Romeo la soigne, ils sont attaqués par des brigands. Voulant la défendre, Cielo se dresse devant eux et est aidé par Romeo. Celui-ci comprend alors que son ami a maintenant un être cher à défendre et le relâche donc. Cielo repart donc avec sa bien-aimée dans la forêt.
À la toute fin, on découvre que Cielo et la jument ont maintenant une famille, et Cielo aide Tybalt a exaucé le dernier de Romeo : faire voler la sœur et le frère de Petruchio sur son dos.
Lord Capulet est le père de Juliet, et était à la tête du clan Capulet. Il y a quatorze ans, il a été tué - lui, ainsi que toute sa famille, excepté Juliet - dans le coup d'état organisé par Montague, afin de prendre le trône et ainsi se venger des Capulets pour la misère dans laquelle il a vécu avec sa mère.
Bien qu'il n'apparaisse qu'au tout début de l'anime à la suite de son meurtre, il est cité plusieurs fois par les autres personnages - dont Conrad - et reste présent aux côtés de Juliet à travers son épée. Bien que les gens - ainsi que les nobles - ayant seulement vécu sous le règne de Montague pensent le contraire, Lord Capulet était connu comme un dirigeant sage et juste pour Néo-Verona, c'est pour cela que beaucoup lui restent fidèles bien après sa mort.
Dans la pièce originale, les parents Capulets sont vivants durant toute la totalité de l’œuvre, et Lord Capulet apparait comme un père aimant pour Juliette, bien qu'il agisse de manière têtu et veuille tout contrôler. À la fin de la pièce, il fait la paix avec Montague après la mort des amants.
Volumnia De Capulet
Fille du Clan Capulet et tante de Juliet, elle a eu une relation avec Leontes Montague, bien que celui-ci voulait seulement se servir d'elle. Ils ont eu ensemble un fils, Tybalt, mais Montague les laissa tomber après avoir eu ce qu'il voulait: des renseignements au sujet d'Escalus donnés par Volumnia. Elle fut tuée lors du massacre.
Conrad (コンラッド, Konraddo) Seiyū: Katsuhisa Houki
Dans les pièces de Shakespeare, un Conrad apparaît dans le rôle du méchant, serviteur de Don Juan, dans Beaucoup de bruit pour rien.
Francisco (フランシスコ, Furanshisuko) Seiyū: Hirofumi Nojima
Son nom est peut-être une référence à deux personnages mineurs dans les pièces Hamlet et La Tempête.
Curio (キュリオ, Kyurio) Seiyū: Kōsuke Toriumi
Son nom est sans doute une référence à un intendant d'Orsino dans La Nuit des rois.
Tybalt de Capulet Montague (ティボルト, Tiboruto) Seiyū: Ryōtarō Okiayu
Antonio (アントニオ, Antonio) Seiyū: Ryō Hirohashi
Antonio est le petit-fils de Conrad. C'est aussi l'acolyte principal du Tourbillon Rouge alias Juliet, mais ne sait pas que c'est elle, croyant au contraire qu'il s'agit d'Odin. Étant un jeune garçon, il peut se faufiler sans vraiment être aperçu, et sa taille lui permet de souvent tromper les yeux de la garde lorsqu'il aide le Tourbillon Rouge à s'enfuir, son arsenal principal étant des pétards, trompant ainsi l'attention des assaillants.
Il apprendra la vérité au sujet de Juliet en même temps qu'elle, et sera surpris de voir Odin en robe. Mais il lui prêtera allégeance, continuant d'être son partenaire dans sa lutte, allant même jusqu’à être un petit frère pour elle, s'inquiétant lorsqu'elle est en danger. Alors que Juliet est en fuite avec Romeo et qu'elle est finalement ramenée à Néo-Verona par la garde, Antonio joue l'espion et rapporte des informations à Cordelia, et aide Curio et Francisco a délivrer Juliet de sa prison.
Lorsqu'ils arrivent à Mantu chez les Farneses, il rencontre Regan, la petite-fille du majordome Balthazar, et a immédiatement un faible pour elle. De ce fait, il se laisse mener à la baguette par elle, portant souvent les courses et étant obligé de faire les tâches ménagères. Lors de la représentation théâtrale organisée par Willy, il a le rôle principal du prince amoureux - faisant écho à Romeo.
Quand Juliet décide de revenir à Néo-Verona pour la dernière bataille, il fait partie des combattants attachés à la jeune fille - alors en Tourbillon Rouge.
À la fin, il reste aux côtés de Conrad, et lui dit de ne pas être triste du sort de Juliet, maintenant que celle-ci est heureuse auprès de Romeo.
Son nom est peut-être une référence à des personnages mineurs dans les pièces de Shakespeare, le plus important étant le héros de Le Marchand de Venise.
Cordelia (コーディリア, Kōdiria) Seiyū: Miyu Matsuki

### Alliés
William de Farnese (ウィリアム, Wiriamu) Seiyū: Kazuhiko Inoue
Ariel de Farnese (エアリエル, Earieru) Seiyū: Yoshino Ohtori
Ariel est à la tête de la noble famille Farnese très connue de tous, et est également la mère de William. C'est une vieille amie de Conrad, et une des rares à connaitre depuis le début le secret de Juliet. Elle ouvre sa maison de Mantu à Juliet, Curio, Francisco, Antonio, Conrad et Emilia lorsqu'ils se cachent après l’évasion de Juliet à Néo-Verona. Son majordome Balthazar et la petite-fille de celui-ci, Regan, sont les principaux à s'occuper d'eux.
Son nom est sans doute une référence à l'elfe dans La Tempête, qui est les yeux et les oreilles de Prospero, un des sorciers.
Balthazar (バルサザー, Barusazā) Seiyū: Ikuo Nishikawa
Il est l'un des majordomes d'Ariel et est celui qui s'occupe principalement de Juliet et des autres lorsque ceux-ci logent chez les Farneses. Il les avertit lorsqu'il apprend des informations susceptibles de les intéresser. Tel un majordome loyal, il obéit à tous les ordres et ne pose aucune question sur les invités. Lors de la pièce de théâtre organisée par Willy, il tient le rôle du prince tyran, faisant écho à Montague.
Son nom est peut-être une référence à plusieurs personnages mineurs des pièces de Shakespeare (dont Beaucoup de bruit pour rien), dont le valet de chambre de Roméo dans la pièce originale.
Regan (リーガン, Rīgan) Seiyū: Chiwa Saito
Regan est la petite-fille de Balthazar et est également une des servantes de la maison. Elle n'est pas comme les autres filles de son âge, agissant avec un peu plus de maturité. Elle aime bien titiller Antonio lorsqu'elle l'oblige à faire des tâches ménagères. Lors de la pièce de théâtre organisée par Willy, elle tient le rôle principal de la princesse, faisant écho à Juliet.
Son nom est sans doute une référence à la seconde fille du Roi Lear, pièce de Shakespeare.
Lancelot (ランスロット, Ransurotto) Seiyū: Keiji Fujiwara
Son nom est sans doute une référence au serviteur de Shylock dans la pièce Le Marchand de Venise, de Shakespeare.
Emilia (エミリア, Emiria) Seiyū: Ayako Kawasumi
Jeune et jolie, Emilia est une actrice qui cherche à être connue, et joue principalement dans les pièces de Willy. Voulant être mise en valeur au maximum, elle veut souvent avoir le rôle principal, et se dispute sans cesse avec Willy à ce sujet.
Elle est éprise d'Odin, sans savoir que c'est en fait Juliet. Elle est invitée par un noble à aller au Bal de la Rose chez les Montague, et demande à Odin de se déguiser en fille (apparaissant ainsi en tant que Juliet) pour l'accompagner, mais se fait oublier par son prétendant, celui-ci croyant qu'Emilia est Juliet.
Durant plus de la moitié des évènements, Emilia est inconsciente de tout ce qui se passe jusqu'au moment où Willy l'emmène chez sa mère afin d'évacuer Néo-Verona après la fuite de Juliet. Là, elle est mise au courant de toute l'histoire, mais elle n'y joue cependant pas de rôle. Durant son séjour où Willy décide de faire interpréter sa pièce, Emilia s'occupe des répétitions, mais est en colère de n'avoir que le rôle de la nourrice. À la fin, lorsque tout se termine et que les Capulets récupèrent le trône, Emilia se réjouit de pouvoir enfin faire carrière au théâtre sans être une noble.
Son nom est peut-être une référence à des personnages mineurs de plusieurs pièces dont Othello, Le Conte d'hiver et Les Deux Nobles Cousins.

## Montagues
Lord Leontes Van de Montague (モンタギュー, Montagyū) Seiyū: Kōji Ishii
Son prénom, Leontes, et aussi le même que le personnage principal de Le Conte d'hiver, de Shakespeare.
Lady Portia (ポーシア, Pōshia) Seiyū: Aya Hisakawa
Portia Clemenza di Ebe
Son nom est un possible dérivé de l'intelligente et riche héritière dans Le Marchand de Venise, et la femme de Brutus dans Jules César (Shakespeare).
Mercutio Marchege (マキューシオ, Makyūshio) Seiyū: Tetsuya Kakihara
Titus Marchege (タイタス, Taitasu) Seiyū: Jin Urayama
Titus est le père de Mercutio et un noble assez malfamé. Il est connu pour son penchant sévère pour l’alcool et arrive tout le temps saoul lors des Assemblées. Il doit sa position par le seul fait qu'il ait exécuté les personnes connaissant la vérité sur le passé et les origines de Montague. Cependant, lorsque Romeo est exilé à la mine, il pense pouvoir placer son fils Mercutio à la place de Romeo en faisant chanter Montague: il doit faire de Mercutio son héritier par substitution s'il ne veut pas voir son passé révélé. Il se fait alors tuer en duel par Montague sous les yeux de Mercutio mais celui-ci, par peur, clame aux autres qu'il s'agit d'un accident.
Trois personnages portent le nom de Titus dans les pièces de Shakespeare, le plus connu étant le nom du violent Titus Andronicus.

### Nobles
Benvolio de Fresco Baldi (ペンヴォーリオ, Benvōrio) Seiyū: Shinnosuke Tachibana
Vittorio de Fresco Baldi (ヴィシトーリオ, Vishitorio) Seiyū: Eiji Miyashita
Vittorio est le père de Benvolio, leader de la maison Freso Baldi, et étant le maire de Néo-Verona, il a une place dans l'Assemblée. Il a cependant des réserves concernant les règles imposées par Montague, et se révolte contre lui lorsque la milice est instaurée de tous les pouvoirs. Dès lors, il se fait destituer de son titre et de sa place de noble ainsi que de maire, et se fait bannir avec sa famille de la ville. Montague prévoit également son assassinat mais Juliet et ses compagnons sont mis au courant, et viennent le sauver. Alors que Tybalt arrive pour sauver Juliet qui est en mauvaise posture, il dévoile le nom véritable de celle-ci devant Vittorio. Amené avec sa famille à leur cachette, Juliet et Conrad - qui est également un vieil ami de Vittorio - leur révèle toute la vérité. La famille Fresco Baldi devient alors alliés des Capulets. À la fin, Vittorio est rétabli en tant que maire.
Son nom est peut-être une référence à l'acteur et metteur en scène italien Vittorio Gassman qui a joué dans une adaptation théâtrale de Comme il vous plaira; et également au réalisateur Vittorio Taviani, qui a adapté librement, avec son frère, Jules César (Shakespeare).
Hermione de Borromeo (ハーマイオニ, Hāmaioni) Seiyū: Sayaka Ohara
Elle semble être la remplaçante du Comte Paris de la pièce originale, bien que ce soit une femme et une allié des Montagues mais également la fiancée de Romeo; au lieu d'être parent au Prince Escalus et le prétendant de Juliette. 
Son nom est probablement une référence à Le Conte d'hiver, et l'Hermione de la pièce est empêtrée dans une histoire d'adultère, ce qui fait presque un parallèle avec sa situation dans l'anime.

### Gardes
Paolo
Dirigeant de la garde impériale, c'est lui qu'appelle Montague pour régler différentes affaires, que ce soit pour tenter de retrouver Juliet lorsqu'ils ignorent son identité, de ramener Romeo lorsqu'il fuit de Néo-Verona avec Juliet ou bien de mener celle-ci jusqu'à Montague lors de sa capture. Lorsque les Capulets s'attaquent au château durant la dernière bataille, Montague ordonne à Paolo et à la garde de protéger le palais des attaquants, et de tuer quiconque tente de fuir pour rejoindre le camp des Capulets, ordre que désobéit Paolo, sachant que tout est fini. Alors que Juliet se présente devant lui pour entrer dans le palais, il s'agenouille devant elle, la reconnaissant comme sa nouvelle princesse. Il semble qu'à la fin, il survit.
Son nom est peut-être une référence au réalisateur Paolo Taviani, qui a adapté librement, avec son frère, Jules César (Shakespeare).
Seigneur
Dirigeant de la milice, il s'occupe principalement de la chasse du Tourbillon Rouge et de l'héritière Capulet. Il a un mauvais fond, n'hésitant pas à saccager les maisons, à torturer et arrêter des innocents qu'il soupçonne d'être le Tourbillon ou de cacher Juliet, voire d'être elle. Il décide d'installer un bucher géant sur la place publique de la ville, afin d'exterminer ses prisonniers. Son but étant de tuer le Tourbillon Rouge, il prévoit des dizaines d'archers au cas où l'occasion se présente. C'est ce qui se passe lorsque Lancelot arrive sous le costume du Tourbillon. Alors que finalement Lancelot se suicide, la milice continue à maltraiter le peuple qui se révolte. Montague instaure alors les pleins pouvoirs à la milice, l'autorisant à user de la violence.

## Autres Personnages
Ophelia (オフィーリア, Ofīria) Seiyū: Junko Iwao
Son nom est probablement une référence à l'héroïne de la célèbre pièce de Shakespeare, Hamlet.
Grand Arbre Escalus (大樹エスカラス, Taiki Esukarasu)
Camillo (カミロ, Kamiro) Seiyū: Saito Jiro
Camillo est un bon ami à Conrad ainsi que de la maison Capulet, mais n'hésite en fait pas trahir les rebelles - lorsque ceux-ci se reforment - en donnant des informations à la garde de Montague sur leur cachette. Il fuit après l'attaque, et est revu par Antonio, alors à Mantou. Francisco, Curio et Juliet le suivent donc et le retrouve dans une maison, où se trouve également Tybalt. Par ses appels à l'aide au jeune homme, tous comprennent qu'il est en fait le père adoptif de Tybalt. Celui-ci, dégouté de lui, le chasse de chez lui.
Son nom est probablement une référence au personnage dans Le Conte d'hiver, qui a déserté de son Roi Léonte après que Camillo ait été ordonné de tuer le Roi Proxilène.
Petruchio (ペトルーキオ, Petorūkio) Seiyū: Akio Suyama
Son nom est probablement une référence au personnage de La Mégère apprivoisée, une des premières comédies de Shakespeare.
Giovanni (ジョヴァンニ, Jyovanni) Seiyū: Toru Ohkawa
Giovanni est un mineur qui veille sur Petruchio, et plus tard sur Romeo, alors en exil. Il admire Romeo et son rêve utopique où tout le monde pourra vivre ensemble sans sacrifices, mais sait que le chemin choisi du jeune homme sera long et semé de difficultés. Il prend le rôle de meneur lorsque Romeo s'en va.
Son nom est peut-être une référence au personnage principal de la pièce éponyme de Shakespeare Re Giovanni.
Pueblo
C'est un autre mineur qui prit à partie Romeo en lui volant son mouchoir fait par Juliet, mais fut stoppé par Giovanni. Plus tard, lors du tremblement de terre qui fit s'écrouler la mine, il est sauvé par Romeo qui a risqué sa vie pour lui. Il est alors reconnaissant envers Romeo et lui dit que lui aussi, ainsi que tout le monde, a un objet qui leur rappelle l'être aimé. Romeo devient pour lui un ami et un leader, se faisant appeler par "Seigneur Romeo" de manière affective par Pueblo et les autres.
Le Vieil Homme (老人, Rōjin) Seiyū: Kazuo Oka
Ce vieil homme fume sans cesse une longue pipe et vit dans la forêt, où il aperçoit Romeo et Juliet, alors en fuite. Lorsque Juliet est appelée par l'autre arbre mort, il lui dit qu'il y en a un second qui se meurt. Il sait que Juliet est la graine qui fera pousser la vie nouvelle. Il est, tout comme Ophelia, connecté à Escalus et la légende, mais on ne sait pas réellement comment, sans doute car étant le gardien du second arbre.
Lorsque Romeo revient dans le village avec les mineurs pour y construire des habitations, il lui donne des graines à planter, mais lui dit que sa promesse envers Juliet risque de ne pas être tenue. Plus tard, lorsque Romeo le cherche pour avoir des réponses, le vieil homme agit comme son conseiller spirituel et lui dit que la fin de ce qu'ils connaissent approche, et que Romeo va devoir porter le destin de Juliet s'il veut l'aider.
Luna
Elle était une prostituée de Neo Verona mais également la mère de Montague.
Son travail obligeait son fils à assister à ses ébats, tandis qu'il cirait les chaussures de ses clients.
C'est sur son lit de mort qu'elle lui révéla que son père était un Capulet. Cet aveu fera naitre et grandir la haine dans le cœur de son enfant, celui-ci décidant de se venger de tous les Capulets, sans exception. Elle est morte des suites d'une maladie, sûrement due par ses activités.